# Dogonkiria
Dogonkiria è un comune rurale del Niger facente parte del dipartimento di Dogondoutchi nella regione di Dosso.